# Гудинг (Айдахо)
Гудинг (англ. Gooding) — город в США, административный центр одноимённого округа в штате Айдахо. Назван в честь Фрэнка Роберта Гудинга, сенатора США от Айдахо. Население — 3707 человек (2020).

## География
Город расположен недалеко от слияния рек Биг-Вуд и Литл-Вуд, образующих реку Малад. Площадь города составляет 3,96 км², из которых 3,93 км² — суша, а 0,03 км² — водоёмы.

## Население
Согласно переписи 2010 года, в городе проживало 3567 человек в 1395 домохозяйствах и 864 семей. Плотность населения составляла 930 человек/км².
| Перепись населения | Перепись населения | Перепись населения    |
| Год переписи       | Население          | Изменение в процентах |
| ------------------ | ------------------ | --------------------- |
| 1910               | 1444               | —                     |
| 1920               | ▲1843              | 27,6%                 |
| 1930               | ▼1592              | –13,6%                |
| 1940               | ▲2568              | 61,3%                 |
| 1950               | ▲3099              | 20,7%                 |
| 1960               | ▼2750              | –11,3%                |
| 1970               | ▼2599              | –5,5%                 |
| 1980               | ▲2949              | 13,5%                 |
| 1990               | ▼2820              | –4,4%                 |
| 2000               | ▲3384              | 20,0%                 |
| 2010               | ▲3567              | 5,4%                  |
| 2019               | ▼3446              | –3,4%                 |

Расовый состав населения:
- 84,6% — белых
- 0,9% — коренных американцев
- 0,6% — азиатов
- 0,4% — афроамериканцев
- 13,4% — лица других рас

Из 1395 домохозяйств:
- 44,3% — супружеские пары
- 38,1% — не имеют семей
- 35,8% — дети в возрасте до 18 лет
- 12,2% — имеют женщину-домохозяйку без мужа
- 5,4% — имеют мужчину-домохозяйку без жены

33,0% всех домохозяйств состояли из отдельных лиц, 19% — живут в одиночестве в возрасте 65 лет и старше. Средний размер домохозяйства — 2,53 человека, семьи — 3,26 человека.